# Hydraena brachymera
Hydraena brachymera är en skalbaggsart som beskrevs av Armand D'Orchymont 1936. Hydraena brachymera ingår i släktet Hydraena och familjen vattenbrynsbaggar. Inga underarter finns listade i Catalogue of Life.